# スローな愛がいいわ
「スローな愛がいいわ」（スローなあいがいいわ）は、岩崎宏美の19枚目のシングル。1980年1月21日にビクター音楽産業よりリリースされた。

## 概要
表題曲「スローな愛がいいわ」について岩崎本人は、「Aメロ、Bメロ、Cメロ、Dメロとパートがたくさんあって本当に難しい歌」と述懐している。また、同曲は音域が広く、曲構成・メロディー展開も複雑なため、「喉の調子をみていないと歌いきれない曲」とも語っている。
B面の「白夜」は、当時富士重工（SUBARU）のラジオCMソングとなっていたため、レコードジャケットには同じ大きさの同一書体（色違い）で併記されている。両A面のように見えるが、通常のA面・B面扱いである。
筒美京平の作品としては1979年2月の「春おぼろ」以来である。

## 収録曲
- 両楽曲共に、作詞：三浦徳子／作曲：筒美京平

1. スローな愛がいいわ（4分14秒）
編曲：萩田光雄
2. 白夜（4分22秒）
編曲：林哲司